# Oberried am Brienzersee
Oberried am Brienzersee ist eine politische Gemeinde im Verwaltungskreis Interlaken-Oberhasli des Kantons Bern in der Schweiz. Oberried ist eine Gemischte Gemeinde und besteht aus den beiden Ortschaften Oberried und Ebligen.

## Ortsname
Der Name Ried kann auf zwei Arten gedeutet werden: aus dem althochdeutschen riod, reoth (Rodung) oder aus dem schweizerdeutschen Ried (mit Schilf und Sumpfgras bewachsenes Land). Für Niederried und Oberried am Brienzersee ist allerdings festzuhalten, dass diese Dörfer am steilen, sonnseitigen und trockenen Abhang des Riedergrates liegen. Hoch oben am Harder-, Rieder- und Brienzergrat finden sich zudem mehrere Fluren namens Ried: Ried im Ringgenberger Berg, Rieden an einem Abhang nördlich oberhalb von Niederried, Rieden an einem Abhang oberhalb des Dorfes Oberried sowie Gäldried, eine Station an der Rothornbahn. Diese Ried können sicher nicht mit Schilf in Zusammenhang gebracht werden, sondern viel eher mit riod, reaoth Rodung. Dies deutet die am Brienzersee verwendete Bedeutung von Ried wohl eindeutig an. Damit wurde Niederried am Brienzersee mit grösster Wahrscheinlichkeit einst von den Alemannen in einer unteren und Oberried am Brienzersee in einer oberen Waldlichtung gegründet. Bei den vielen zum Hausbau geeigneten trockenen Fluren am Brienzersee wird es den Siedlern vermutlich nicht in den Sinn gekommen sein, ihre Dorfgemeinschaften nach den hier äusserst seltenen flachen und damit sumpfigen und für sie unnützen Mösern zu benennen.
Die erste urkundliche Erwähnung von Oberried stammt vom 15. April 1303. Bei einem Streit zwischen den Herren von Ringgenberg und den Kapuzinern um Wald zwischen Iseltwald und Bönigen wurden unter anderen die Zeugen und freien Bauern: Rudolf genannt Johner von Obirnriet und Cunrad genannt Risser von Obirnriet erwähnt.

## Geographie
Oberried am Brienzersee liegt im Berner Oberland am Nordufer des Brienzersees. Die Nachbargemeinden von Norden beginnend im Uhrzeigersinn sind Flühli, Brienz, Niederried bei Interlaken und Habkern. Vom Dorf gelangt man über den Fussgängern vorbehaltenen Pass Ällgäuwlicka hinüber ins Gebiet der jungen Emme bei Kemmeribodenbad. Höchster Berg ist das Tannhorn (2221 m ü. M.) unweit der Ällgäuwlicka.

## Geschichte

Luftbild von Werner Friedli (1956)

1914 wurde die bis dahin selbständige Gemeinde Ebligen mit Oberried fusioniert.
Von 1863 bis 2013 existierte in Oberried die Feuerwerksfabrik Hans Hamberger. In den Jahren 1941 und 1959 ereigneten sich jeweils schwere Unglücke mit vielen Todesopfern. Am 30. Juli 1959 um 9.35 Uhr kamen bei einer grossen Explosion 10 Mitarbeiter ums Leben. Seit diesem tragischen Unfall wurde nur noch in kleinen, voneinander getrennten Gebäuden gearbeitet. Trotzdem kam es am 4. September 2013 erneut zu einem Unfall. Bei Aufräumarbeiten im Zusammenhang mit dem Umzug zur Nitrochemie Wimmis AG in Spiez kamen bei einer Explosion zwei Personen ums Leben. Auf dem 64'000 Quadratmeter grossen ehemaligen Firmenareal direkt am Brienzersee wird seit 2017 die Ferienanlage «Florens Resort & Suites» gebaut. Die erste Etappe umfasst 71 Wohnungen, in einer zweiten und dritten Bauphase sollen weitere 84 Wohnungen erstellt werden. Die Eröffnung verzögerte sich mehrfach und war dann für 2022, zuletzt nun aber erst für 2025 geplant.

## Bevölkerung
| Bevölkerungsentwicklung | Bevölkerungsentwicklung | Bevölkerungsentwicklung | Bevölkerungsentwicklung | Bevölkerungsentwicklung | Bevölkerungsentwicklung | Bevölkerungsentwicklung | Bevölkerungsentwicklung | Bevölkerungsentwicklung | Bevölkerungsentwicklung | Bevölkerungsentwicklung | Bevölkerungsentwicklung | Bevölkerungsentwicklung | Bevölkerungsentwicklung | Bevölkerungsentwicklung |
| ----------------------- | ----------------------- | ----------------------- | ----------------------- | ----------------------- | ----------------------- | ----------------------- | ----------------------- | ----------------------- | ----------------------- | ----------------------- | ----------------------- | ----------------------- | ----------------------- | ----------------------- |
| Jahr                    | 1850                    | 1880                    | 1900                    | 1930                    | 1950                    | 1960                    | 1970                    | 1980                    | 1990                    | 2000                    | 2010                    | 2015                    | 2019                    | 2023                    |
| Einwohner               | 590                     | 659                     | 539                     | 570                     | 653                     | 595                     | 492                     | 454                     | 504                     | 485                     | 482                     | 447                     | 443                     | 469                     |

## Lawinen
Die Brücke der Kantonsstrasse beim Hirscherengraben Richtung Brienz ist so aus Holzstämmen konstruiert, dass diese bei einem Lawinenniedergang in den Brienzersee hinausgetragen werden können, so beispielsweise am 22. Januar 2018. In manchen Wintern wurde die Brücke mehrmals durch Lawinen zerstört. Die Lawinen brechen am Brienzergrat auf fast 2000 m ü. M. los und können bis zum Brienzersee auf 564 m ü. M. gelangen, dabei beträgt die horizontale Distanz zwischen Brienzergrat und Brienzersee nur 2300 Meter.

## Verkehr

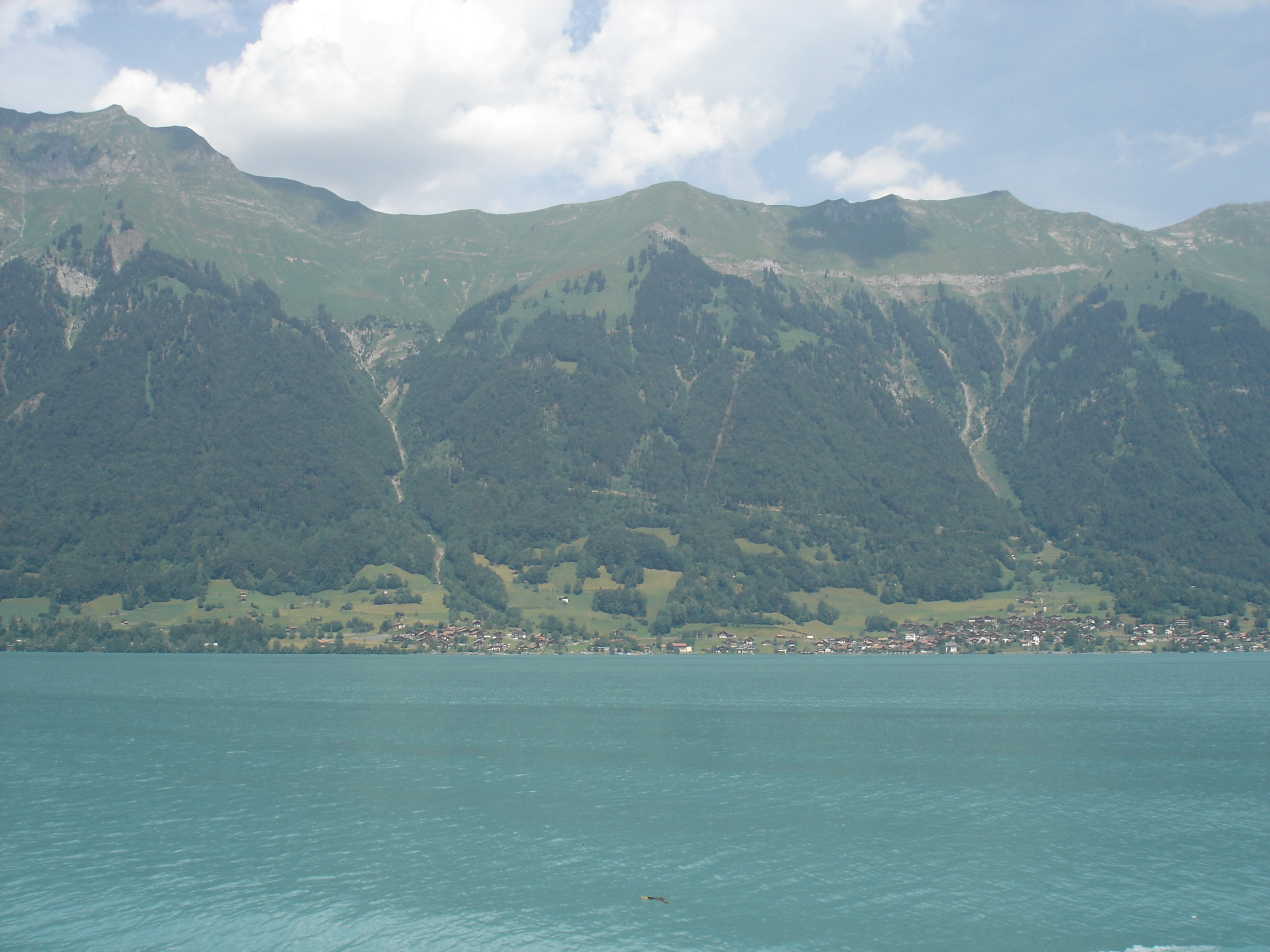
Oberried vom See aus

Oberried ist per Bahn (Zentralbahn), Auto und Schiff erreichbar. Im Winter kam es schon vor, dass die Bahnstrecke und die Kantonsstrasse wegen Lawinenniedergängen oder Bedrohung gesperrt werden mussten. In diesen Fällen fuhren die Schiffe, die sonst nur im Sommer verkehren, ausnahmsweise auch im Winter.